# Philip Hans Franses
Philip Hans Franses, Philip Hans B.F. Franses, född 1963, professor vid Erasmusuniversitetet i Rotterdam, har skrivit om tidsserier.